# Bijlzalmen
Bijlzalmen (Gasteropelecidae) zijn een familie van straalvinnige vissen uit de orde van karperzalmachtigen (Characiformes). De vissen komen voor in Zuid-Amerika en worden vaak in aquaria gehouden, met name G. sternicla en de gemarmerde bijlzalm.

## Verspreidingsgebied
Bijlzalmen komen voor in vrijwel het gehele stroomgebied van de Amazone en zijn te vinden in Brazilië, Colombia, Guyana, Peru, Suriname en Venezuela. Ze worden aangetroffen in zoet water, van zwartwaterstromen tot heldere rivieren en van beschaduwde oerwoudbeekjes tot overstromingsgebieden.

## Gedrag en kenmerken
Bijlzalmen kenmerken zich door hun zijdelings sterk afgeplatte lichaam, dat van opzij lijkt op het blad een bijl.
Een opvallende eigenschap van bijlzalmen zijn de grote en krachtige, vleugelachtige borstvinnen. De bijbehorende spieren vormen een kwart van het totale lichaamsgewicht. In geval van nood kunnen sommige soorten zich hiermee – net als vliegende vissen – met kracht uit het water verheffen. Dit gebeurt soms met wel twintig bijlzalmen tegelijk.
Volgroeid variëren de Bijlzalmen in grootte van 3 cm voor de dwergbijlzalm (Carnegiella myersi), tot 9 cm voor de reuzenbijlzalm (Thoracocharax securis).

### Voortplanting
In het wild gebeurt het paaien vlak onder de oppervlakte, waarna de eitjes in de beplanting vallen. De eitjes kunnen vanaf 30 uur na het leggen al uitkomen.

## Voeding
De vissen zwemmen in hun oorspronkelijke habitat over het algemeen in kleine scholen vlak onder het wateroppervlak. Ze speuren dan naar fruitvliegjes en andere kleine vliegende insecten. Ze eten echter ook verschillende soorten muggenlarven en kleine kreeftachtigen als watervlooien.

## Aquarium
Bijlzalmen zijn in een kleine school makkelijk te houden in een aquarium. Voor volwassen dieren moet dat goed afgesloten zijn omdat ze uit het water kunnen springen. Droogvoer wordt geaccepteerd, maar levend voer als fruitvliegjes of diepvriesvoer mag ook niet ontbreken.

## Geslachten

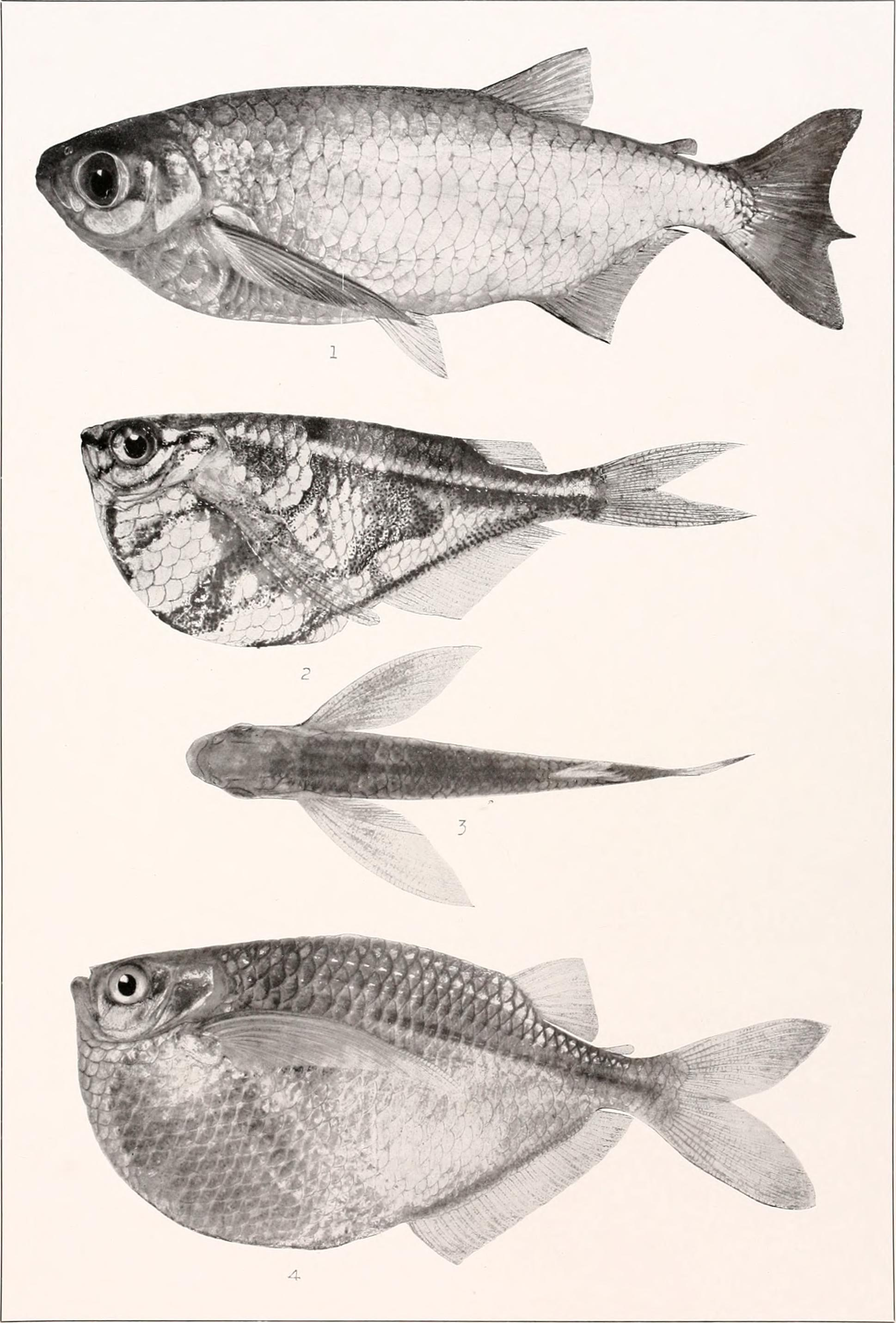
Boven een karperzalm, dan tweemaal de gemarmerde bijlzalm en onder de bijlzalm Gasteropelecus sternicla

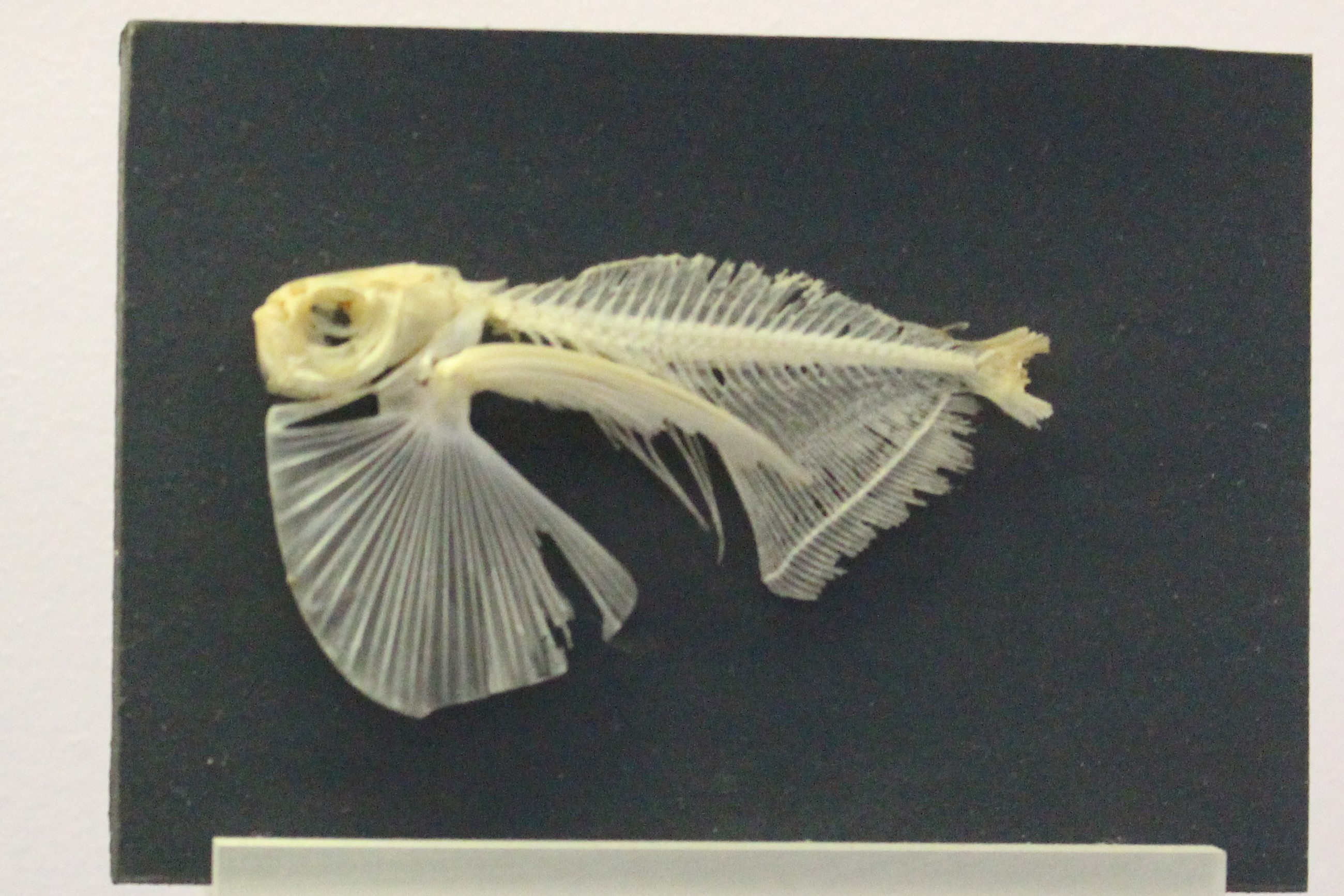
Een enigszins beschadigd skelet van de gestippelde bijlzalm, met de grote borstvinnen

- Carnegiella C. H. Eigenmann, 1909
- Gasteropelecus Scopoli, 1777
- Thoracocharax Fowler, 1907